# Jaunius Žiogas
Jaunius Žiogas (* 23. Februar 1973 in Vilnius) ist ein litauischer Manager. 1999 war er rund vier Monate lang Leiter der nationalen Steuerinspektion VMI (Finanzamt).

## Leben
Nach dem Abitur an der Mittelschule  absolvierte er 1995 das Studium der Wirtschaftsanalyse und 1998 das Masterstudium der Finanzen an der Fakultät für Wirtschaft der Vilniaus universitetas. Danach arbeitete er im Verkehrsministerium Litauens als Ministerberater und Berater des  Ministerpräsidenten. Vom 29. März 1999 bis zum 23. Juli 1999 war er Leiter der nationalen litauischen Steuerbehörde (VMI).  2000 war er Kandidat zum Seimas  im Wahlbezirk Žirmūnai. Bis Januar 2007 leitete er  UAB "Bennet Distributors" und danach UAB "Fragrances International". Bis Juli 2008 war er Vorstandsmitglied von "Tiltra Group". Seit Juni 2010 ist er Generaldirektor von UAB "Klaipėdos baldų prekyba".
2000 war er Mitglied von Nuosaikiųjų konservatorių sąjunga.